# Anselm Hertz
Anselm Hertz OP (* 4. Juni 1924 in Hamburg; † 14. Februar 2013 in Cazis) war ein römisch-katholischer Geistlicher,  Dominikaner, Ethiker und Pastoraltheologe.

## Leben
Anselm Hertz trat der Ordensgemeinschaft der Dominikaner bei und empfing 1953 die Priesterweihe. Er war Professor an der Päpstlichen Universität Heiliger Thomas von Aquin (Angelicum) und der Université de Fribourg. Als Emeritus lehrte er Pastoraltheologie an der Theologischen Hochschule Chur und war bis zu seinem Tod Spiritual im Frauenkloster Cazis.
Sein Handbuch der christlichen Ethik gilt als Standardwerk der Theologischen Ethik.
Hertz trat 1956 der katholischen Studentenverbindung K.D.St.V. Teutonia zu Freiburg im Üechtland bei, später auch der V.K.D.St. Eckart (Straßburg) Köln, der K.D.St.V. Alania Bonn, der K.D.St.V. Asgard (Düsseldorf) Köln, der V.K.D.St. Hasso-Rhenania Gießen und der KDStV Rappoltstein (Straßburg) Köln, alle im CV.

## Schriften
als Autor
- Mörder an den Galgen? Ein Hörspiel (Herders Bildungsabende; 6). Herder, Freiburg/B. 1960 (1 Schallplatte, gesprochen von Karl Heinz Bender und Fred Maire).
- Von der Theorie des „gerechten Krieges“ zu einer Theologie des Friedens. Ein Beitrag zur Entwicklung des moralischen Bewußtseins im 20. Jahrhundert (Wilhelmshavener Vorträge; 38). Nordwestdt. Universitätsgesellschaft, Wilhelmshaven 1968.
- Am Ende aller Religion? Ein Streitgespräch (Texte & Thesen; 77). Fromm Druckhaus, Osnabrück 1984, ISBN 3-7201-5077-1 (zusammen mit Nikolaus Lobkowicz).
- Dominikus und die Dominikaner. Herder, Freiburg/B. 1984, ISBN 3-451-18388-9 (illustriert durch Helmuth Nils Loose).
- Fra Angelico. Herder, Freiburg/B. 1989, ISBN 3-451-19256-X (illustriert durch Helmuth Nils Loose).
- Die Botschaft Christi. Eine Evangelienharmonie. Herder, Freiburg/B. 1989, ISBN 3-451-20203-4 (Illustriert durch 21 Szenen des Lebens Jesu aus dem Evangeliar Kaiser Otto III. im Domschatz zu Aachen).

als Herausgeber
- Moral (Grünewald-Materialbücher; 4). Matthias-Grünewald-Verlag, Mainz 1972, ISBN 3-7867-0367-1.
- Handbuch der christlichen Ethik. Aktual. Neuausg. Herder, Freiburg/B. 1993, ISBN 3-451-22826-2 (3 Bände; zusammen mit Wilhelm Korff und Trutz Rendtorff).

1. Bestandsaufnahme und Grundlagenfragen. 1993 (Nachdr. d. Ausg. Freiburg/B. 1979).
2. Problemfelder ethischen Handelns. 1993 (Nachdr. d. Ausg. Freiburg/B. 1979).
3. Wege ethischer Praxis. 1993 (Nachdr. d. Ausg. Freiburg/B. 1979).